# Nagygyimót megállóhely
Nagygyimót megállóhely a MÁV egyik megszűnt vasúti megállóhelye, a Veszprém vármegyei Nagygyimót községben.
A település keleti külterületei között létesült, a központtól bő egy kilométernyi távolságra, a mai 832-es főút szintbeli vasúti keresztezése mellett; közúti elérését a rövidke 83 308-as számú mellékút biztosította.

## Története
A megálló valószínűleg egyidős az áthaladó vasútvonallal, mely 1902-ben létesült.
2007. március 3-án érintette utoljára személyvonat, azóta („ideiglenesen”) szünetel a személyszállítás az itteni vasútvonalon.
Amikor felmerült a pápai bázisrepülőtér fejlesztésének, s azon belül a kifutópálya meghosszabbításának igénye, szükségessé vált a reptér déli széle mentén húzódó vasútvonal megbontása is. Mivel ezen a vonalszakaszon akkor már 2007 márciusa óta nem volt személyforgalom, a Franciavágás vasútállomást kiszolgáló tehervonatokat pedig 2022 áprilisától Veszprémvarsány vasútállomás felé terelték, így már nem számoltak a vasútvonal új nyomvonalra terelésével.
A bontás megkezdése előtt 2022 szeptemberében előbb kivették az Ugod–Pápa szakaszt az országos vasúti mellékvonalak közül, majd 2023 áprilisában az országos közforgalmú vasútvonalak nyilvántartásából is törölve lett – Pápa állomás és Pápa-Repülőtér iparvágány-kiágazás között 13L számozással a bázisrepülőteret kiszolgáló vonalat létrehozva –, amivel együtt Nagygyimót és Pusztagyimót megállóhelyeket is megszüntették.

## Vasútvonalak
A megállóhelyet az alábbi vasútvonalak érintették:
- Környe–Pápa-vasútvonal

## Kapcsolódó állomások
A vasúti megállóhelyhez az alábbi állomások vannak a legközelebb:
- Ugod vasútállomás (Tatabánya vasútállomás, Környe–Pápa-vasútvonal)
- Pusztagyimót megállóhely (Pápa vasútállomás, Környe–Pápa-vasútvonal)